# ToHeart2
『ToHeart2』（トゥハートツー）は、アクアプラスのPlayStation 2用ゲームソフト、およびそれを原作としたLeaf製作のWindows用アダルトゲーム、さらにPC版をアクアプラスがコンシューマー化したPlayStation Portable用ゲームソフト、および各種メディアミックス作品である。略称は前作である『To Heart』の略称に倣って「TH2」または「東鳩2」と呼ばれる。

## この項目における作品名表記について
この項目では各作品、および移植版を以下のように表記するものとする。
ToHeart2
『ToHeart2』 ToHeart2各機種版共通の記述
『XRATED』 Windows版についての記述。特記ない場合の久寿川ささらシナリオ関連の記述はPSP版、PS3版共通とする。
『PS2版』『PSP版』『PS3版』 ToHeart2各機種版についての記述
ToHeart2 Another Days
『AD』PC版、PS3版共通の記述
『PC版AD』『PS3版AD』Another Days各機種版についての記述

## 概要
Leafのヒット作である『To Heart』の続編。大阪と東京の二つの開発室で共同制作された。
本作の舞台は、『To Heart』より2年後の同じ学園。
前作と同様に春の学園を舞台とし、春休みを挟んだ主人公や幼馴染を中心にした学園生活における女生徒たちとの触れ合いが描かれている。
『To Heart』でシナリオを担当した髙橋龍也、青紫、原画担当の1人水無月徹などが既に退社していることや、PC版『To Heart』を手がけ終わったときの高橋龍也・水無月徹は、同じものの2連チャンはやりたくないと『ToHeart2』の制作に消極的だったこともあり、登場キャラクターなどは一新されており、前作「To Heart」の登場人物は一切登場しない（キャラクターのセリフに名前が登場する程度）。だが、BGMに関しては前作のBGMのアレンジを多く採用し、作中のメッセージでも前作とのつながりを思わせる物が登場するなど、前作との世界観の共有は随所で意識されている。
本作を製作するに至ったきっかけは、「大阪・東京両開発室共同でPS2をプラットフォームにした作品を制作する」といったコンセプトの企画会議上で、スタッフの一人が冗談半分で『ToHeart2』を挙げたことである。

### ToHeart2 XRATED
「ToHeart2 XRATED」（トゥハートツー エクスレイテッド）は、PS2向けに製作された『ToHeart2』を、各キャラクターのアダルトシーンや新キャラクター・ミニゲームを追加し、アダルトゲームとしてWindows 98/Me/2000/XPに移植した作品。ソフ倫のレーティングによる18禁となっており、アダルトゲームから一般作に移植された前作とは逆の経緯となっている。
前作のアダルトゲーム版に倣い、「Leaf Visual Novel Series」(LVNS)の1作品となっている。なお、間に『Routes』を挟んでいるため、LVNSのナンバリングとしては前作から1作空いている（前作がVol.3、本作はVol.5）。ただし、前4作と異なりパッケージや解説書に一切「Leaf Visual Novel Series」の記述がなく、公式サイトの製品情報にて記載されているのみである。
『XRATED』が製作された理由の1つは、PS2版のユーザーアンケートに「18禁版でリメイクしてほしい」という意見が多数寄せられたことである。
PS2版と比較して以下の点が変更されている。
- アダルトシーンの追加、それによる対象年齢の18禁化。
- 新メインキャラクター「久寿川ささら」と彼女のシナリオ、そのシナリオ中に登場するサブキャラクター「まーりゃん」を追加。
- 一部のキャラクターのシナリオを一部変更。
- 「高校」→「学園」、「中学校」→「このみの学校」と、児童と年齢を特定できる表現の差し替え[注 1]。
- ミニゲームの追加（後述）。
- タイトルメニューから「思い出のアルバム」が削除され、代わりに「CGモード」「回想モード」「音楽モード」を収録した「スペシャル」を追加。
- 前作でセックスシーンに使われた楽曲2曲は、アレンジを施されて告白などより純愛的な場面で用いられている。代わりに当作のセックスシーンはオリジナル曲が追加されている。

## 歴史
- 2004年12月28日 - PS2版「ToHeart2」および「ToHeart2 初回限定版」「To Heart & ToHeart2 限定デラックスパック」発売。
- 2005年
  - 2月21日 - 漫画「ToHeart2」連載開始（月刊コミック電撃大王4月号）。
  - 3月18日 - 漫画「ToHeart2 〜colorful note〜」連載開始（月刊Gファンタジー4月号）。
  - 10月3日 - テレビアニメ「ToHeart2」放送開始（〜2006年1月）。
  - 10月6日 - インターネットラジオ「Radio ToHeart2」配信開始（〜2008年1月10日）。
  - 11月25日 - Windows用ソフト「ToHeart2 デスクトップアクセサリー」発売。
  - 12月9日 - Windows用「ToHeart2 XRATED」（トゥハートツー エックスレイテッド）（18禁）初回限定版発売。
  - 12月22日 - Windows用「ToHeart2 XRATED」（18禁）通常版発売。
- 2007年
  - 2月28日 - OVA「OVA ToHeart2」第1巻発売。
  - 6月27日 - OVA「OVA ToHeart2」第2巻発売。
  - 9月28日 - OVA「OVA ToHeart2」第3巻発売。
- 2008年
  - 2月15日 - インターネットラジオ「ささら・まーりゃんの生徒会会長ラジオ for ToHeart2」配信開始。
  - 2月29日 - Windows用「ToHeart2 Another Days」（トゥハートツー アナザーデイズ）（18禁）初回限定版発売。
  - 3月26日 - OVA「ToHeart2ad」第1巻発売。
  - 8月8日 - OVA「ToHeart2ad」第2巻発売。
  - 7月30日 - PSP版「ToHeart2 PORTABLE」および「ToHeart2 PORTABLE Wパック」「ToHeart2 PORTABLE Wパック初回限定版」発売。
  - 9月20日 - インターネットラジオ「来栖川重工プレゼンツ メイドロボ3姉妹 ラジオはじめました」配信開始（〜2010年4月5日）。
  - 12月18日 - Windows用「愛佳でいくの!!」（18禁）発売。
- 2011年
  - 6月30日 - PSP版「ToHeart2 ダンジョントラベラーズ」発売。
  - 9月22日 - PS3版「ToHeart2 DX PLUS」発売。
- 2012年
  - 1月20日 - Windows用「ToHeart2 XRATED」（18禁）ダウンロード版配信開始。
  - 2月20日 - タイヨーエレックより「パチスロ機」発表。
  - 2月22日 - OVA「ToHeart2 ダンジョントラベラーズ」第1巻発売。
  - 7月25日 - OVA「ToHeart2 ダンジョントラベラーズ」第2巻発売。
  - 10月25日 - PS3版「ハートフルシミュレーター PACHISLOT ToHeart2」発売。
- 2014年
  - 12月3日 - OVA版「OVA ToHeart2 BD-BOX」第1~11話発売。
- 2015年
  - 4月30日 - PS Vita版「ToHeart2 ダンジョントラベラーズ」発売。

## 作品のバリエーション
ToHeart2（PS2版）
2004年12月28日発売。CEROのレーティングで15歳以上対象。
ToHeart2 初回限定版
2004年12月28日発売。CEROのレーティングで15歳以上対象。
「ToHeart2 ORIGINALSOUNDTRACK LIMITED EDITION」、描き下ろし特製ジャンボケース、ビジュアル設定資料集、2005年カレンダーが付属。
なお、サウンドトラックはゲーム中の楽曲のうち、草壁優季のテーマ曲と彼女の歌う劇中歌が収録されていない。また、姫百合珊瑚のテーマ曲「陽だまり電脳少女」と、姫百合瑠璃のテーマ曲「いつも一緒、ずっと一緒」が、ジャケットの曲紹介で逆に記述されている。これに影響されたか、「XRATED」の音楽モードでもこの2曲の曲名が逆転していた（後にバージョンアップで修正）。
To Heart & ToHeart2 限定デラックスパック
2004年12月28日発売。CEROのレーティングで15歳以上対象。
「初回限定版」に、更にPS2用にリメイクされた「To Heart」を同梱。
ToHeart2 XRATED 初回限定版
2005年12月9日発売。ソフ倫のレーティングで18禁。
「ToHeart2 XRATED 原画設定資料集」が付属。
ToHeart2 XRATED（Windows 98/Me/2000/XP）
2005年12月21日発売。ソフ倫のレーティングで18禁。
Leaf Visual Novel Series Vol.5。
ToHeart2 AnotherDays
2008年2月29日発売。本編の半年後を舞台とし、本編のサブキャラクターをヒロインとした、外伝的作品。
ToHeart2 PORTABLE（PSP版）
2009年7月30日発売。CEROのレーティングC。
「ToHeart2 XRATED」のコンシューマ移植版。コンシューマ化に伴い、シナリオを修正。縦横比を4:3と16:9（スクロール可）から選べるようになる。また背景の透過具合を調整できるようになった。
ToHeart2 PORTABLE Wパック初回限定版
2009年7月30日発売。CEROのレーティングC。
PSP用にリメイクされた「ToHeart PORTABLE」を同梱。久寿川ささら、まーりゃん先輩のSDミニフィギュアが付属。
ToHeart2 PORTABLE Wパック
2009年7月30日発売。CEROのレーティングC。
PSP用にリメイクされた「ToHeart PORTABLE」を同梱。
ToHeart2 ダンジョントラベラーズ
2011年6月30日発売。スピンオフのPSP用ファンタジー3DダンジョンRPG。
『愛佳でいくの』収録の「FINAL DRAGON CHRONICLE 〜GUILTY REQUIEM〜」の移植作。
ToHeart2 DX PLUS（トゥハート2 デラックスプラス）
2011年9月22日発売。PS3向けアドベンチャーゲーム。『ToHeart2』と『AnotherDays』のカップリング。
『ToHeart2』にはPSP版同様、ささらシナリオが収録され、新キャラクターとして羽根崎美緒が登場。
PS版『To Heart』同様、著名な芸能人を宣伝媒体に起用する方式がとられており、前作の京本政樹に続き本作では板尾創路をイメージキャラクターに据えている。
ハートフルシミュレーター PACHISLOT ToHeart2
2012年10月25日発売。2月20日に発売されたパチスロ機の、PS3版シミュレーター。

## ミニゲーム
『XRATED』には、以下のミニゲームが付属されている。前作『ToHeart』のミニゲームとは異なり、本編中でプレイすることは出来ず、起動方法はWindowsのメニューから直接起動するのみとなっている。

### ドキドキぱにっくライブラリー
対戦型逆落ち物パズルゲーム。本編の愛佳のシナリオで重要な位置を占める「書庫の整理」がモチーフ。
下からせり上がって来る本を、カーソルを移動させて並べ替え、同じ色の本を縦・横・カギ型に3つ並べて消していく。フィールドが本でいっぱいになると負けになる。本を消すと上にある本が落下し、落下した先で本が揃っていれば連鎖して消えてゆく。連鎖するほど高得点が得られ、2人プレイでは相手におじゃま本を降らせることができる。1人プレイではひたすら消して得点を競い、2人プレイでは相手をいかに早くギブアップさせるかを競う。
プレイヤーキャラクターは以下から選択でき、それぞれ固有の攻撃アイテムを持つ。本編で誰かのエンディングを見ないとプレイすることが出来ない
本編でそのキャラクターのエンディングを見ることで使用可能
このみ、環、花梨、珊瑚&瑠璃（二人で1キャラクター扱い）、由真、るーこ、愛佳、優季
バージョン2.00以降（修正ファイルを適用する）で、本編でそのキャラクターのエンディングを見ることで使用可能
ささら
初期バージョンでささらが使用できないのは、本編の開発期間との都合により実装が間に合わなかったからとのこと
「かちぬきモード」を全キャラクターでクリアすると使用可能
雄二
「かちぬきモード」では使用できない雄二のキャラクター固有アイテムを使用すると、「WHITE ALBUM」の挿入歌「SOUND OF DESTINY」が流れる。

### スーパースイーツスクランブル
縦スクロールシューティングゲーム。
お菓子をモチーフにした敵を倒していき、規定時間内の得点を競う。「3分間モード」「6分間モード」の2つのモードが存在する。ステージは両方とも同一。時間内にステージをクリアすると残りタイムに応じて得点が加算される。
プレイヤーキャラクターは以下から選択でき、それぞれショットパターンが異なる。
初期状態で使用可能
このみ
本編でそのキャラクターのエンディングを見ることで使用可能
環、花梨。珊瑚、瑠璃、由真、るーこ、愛佳、優季、ささら

## スタッフ
原画とシナリオスタッフについてはエンドロール中攻略キャラクターの担当者がピックアップされ、あとは下記の順番で流れる。カッコ内は担当キャラクター。
- プロデューサー - 下川直哉
- ディレクター - 鷲見努
- キャラクターデザイン・原画
  - みつみ美里 （柚原このみ、十波由真、HMX-17a イルファ、HMX-17c シルファ、河野はるみ、吉岡チエ、山田ミチル、羽根崎美緒）
  - 甘露樹 （向坂環、小牧愛佳、小牧郁乃、向坂雄二、ダニエル、玲於奈、薫子、霞）
  - なかむらたけし （姫百合珊瑚、姫百合瑠璃、草壁優季）
  - カワタヒサシ （笹森花梨、ルーシー・マリア・ミソラ、菜々子、久寿川ささら、まーりゃん）
- モブ原画・彩色 - 甘味みきひろ
- マップキャラクターデザイン - 大谷圭
- シナリオ
  - 三宅章介 （姫百合珊瑚、姫百合瑠璃、ルーシー・マリア・ミソラ、久寿川ささら）
  - 菅宗光 （柚原このみ、向坂環）
  - まるいたけし （笹森花梨、草壁優季）
  - 枕流 （十波由真、小牧愛佳）
- 音楽 - 松岡純也、石川真也、下川直哉、中上和英、衣笠道雄
- 背景・背景外注管理 - KUSANAGI
- プログラム - みゃくさまさかず
- オープニングムービー
  - プロデューサー - 吉田昇一
  - コンテ・演出・作画監督 - 渡辺明夫
  - 製作 - タツノコプロ

## 主題歌
オープニングテーマ「Heart To Heart」
作詞 - 須谷尚子 / 作曲 - 中上和英 / 歌 - 中山愛梨沙
エンディングテーマ「ありがとう」
作詞 - 須谷尚子 / 作曲 - 下川直哉 / 歌 - AKKO
挿入歌「星の歌」
作詞・作曲 - まるいたけし / 編曲 - 衣笠道雄 / 歌 - 草壁優季（佐藤利奈）

## ToHeart2 AnotherDays
「ToHeart2 AnotherDays」（トゥハートツー アナザーデイズ）は、『XRATED』の後日談を描いた作品である。2008年2月29日発売。Windows 2000/XP/Vista対応。ソフ倫レーティング18禁。
柚原このみ・向坂環以外は『XRATED』ではサブキャラクターとして登場していた女性キャラクターがメインキャラクターとなっている。その関係でグラフィックも追加。主人公の名前も「河野貴明」で変更不可。
ゲームシステムは『XRATED』とは異なりビジュアルノベルでなく、画面下部にウインドウを表示する一般的なアドベンチャーゲームとなっている。
『PC版』はLeaf作品では初めて Windows Vista に正式対応した。
PS3版「ToHeart2 DX PLUS」に内包する形でコンシューマー移植され、『ToHeart2』本編同様 ビジュアルノベルとなっている。

### ストーリー
今作では本編、郁乃Story、このみ&環Storyの3つが存在し、それぞれ前作『XRATED』からのつながりが異なる。本編を一人クリアすることで残り2つを含めたルート選択が出現する。
AnotherDays本編
『XRATED』本編のバッドエンド以降（貴明がある程度ヒロインたちと仲良くしながらも誰ともエンディングを迎えず秋になった状態）から始まる。貴明、このみ、環、雄二は生徒会に所属し、貴明が愛佳の書庫を知っていたり（郁乃は登場しない）、イルファと知り合いだったりするなどOVA版同様のハーレムアニメ的状況となっており、貴明が劇中でやたらヘタレ扱いされるのも特徴。
郁乃Story
『XRATED』愛佳エンド後から始まる。他の二つのルートとは違い郁乃の視点から語られる。このルートのみ貴明にも声が存在し、オプションでON/OFFが可能。
このみ&環Story
『XRATED』このみルートの最後の選択肢で「このみは幼馴染」を選んだ状態から始まる。主にこのみと環を軸にストーリーが進んでいく。

### 主題歌 (AnotherDays)
オープニングテーマ「Heart To Heart」
作詞 - 須谷尚子 / 作曲 - 中上和英 / 歌 - 上原れな
エンディングテーマ「コスモスのように」
作詞 - 須谷尚子 / 作曲 - 石川真也 / 編曲 - 松岡純也 / 歌 - 上原れな

## 登場人物
声は『PS2版』『PSP版』『PS3版』『PS3版AD』 、アニメ、ドラマCDのもの。『XRATED』『PC版AD』では非公表。
主人公の呼び方について、初期状態の場合は【】内の呼び方となり、それ以外の場合はプレイヤーがつけた名前に対して「」内法則が適用される。

### 主人公
河野貴明（こうの たかあき）
声：福山潤（アニメ、ドラマCD、パチスロ）／梶裕貴（PSP版『ToHeart2ダンジョントラベラーズ』、『PS3版AD』）
シリーズを通しての主人公。『ToHeart2』では氏名は変更可能だが、無変更では他のキャラクターが名前まで音声付きで読んでくれる。過去のある出来事が原因で、柚原このみや向坂環、柚原春夏を除いた女性との付き合いが苦手であると自覚しているが、雄二からは女が嫌いだと言われることもある。『AD』では女が苦手なのに、複数の女から好かれていることを雄二や学園の他の生徒からも指摘されている。
女性に苦手意識をもっているのは、幼いころに好意を寄せていた人物を傷つけてしまったという罪悪感やそれに連なる恐怖心からきている（貴明自身は何故女性が苦手になったのかよくわかっていない）。容姿は幼いころは女の子と間違われるほどで、作中においても登場キャラクターから何度か女装を強要させられている。
家庭面では、父の海外出張に母が付き添い、独り暮らしをすることに。
『PS2版』開発中の時期からビジュアルが設定されており作中でしばしば雄二に童顔だといわれている。『PC版AD』の郁乃ルートでゲーム版として初めて音声が付いており、『AD』本編と合わせて立ち絵も登場する。

### ヒロイン
柚原このみ（ゆずはら このみ）
声：長谷優里奈 / 関根瞳（『うたわれるもの ロストフラグ』）
誕生日：9月6日、身長：150cm、3サイズ：74/55/77、血液型：O型
主人公の呼び方：「[あだ名]くん」【タカくん】、テーマ曲：「小さな勇気 〜がんばれ女の子！〜」
貴明の隣の家に住む1つ年下の幼なじみ。貴明や環、雄二らにとってはよく甘えてくる妹のような存在である。朝が苦手で母親や貴明に起こされることが多く、しばしば貴明の世話を焼こうとするが大抵は逆の結果に終わる。かなりの食いしん坊でもあり、食べ物に関する逸話が多々ある。料理はあまり得意ではないが母親直伝の「必殺カレー」は別。性格は明るく物事は常にポジティブに考えるタイプ。その性格のためか誰とでもすぐに仲良くなり、可愛がられる傾向がある。大の占い好き。父親が自衛官という裏設定があり、それに影響されてしばしば「 - であります」などの特徴的な口調で話す。
自身が小柄なことに若干コンプレックスを感じているようであり、身体測定がある日には身長を伸ばすためのストレッチを特に念入りに行っている。
『PS2版』のスタッフロールでは声優の名前が「落合祐香里」と誤記されている。OVA版『こみっくパーティーRevolution』第5話で千堂和樹がこのみのコスプレをしているが、そのシーンでは落合祐里香が声をあてている。
向坂環（こうさか たまき）
声：伊藤静
誕生日：7月7日、身長：165cm、3サイズ：89/58/82、血液型：AB型。
主人公の呼び方：「[あだ名]坊」【タカ坊】、テーマ曲「飾らない心で、飾らない私で」
貴明と柚原このみの幼なじみで、幼なじみのリーダー格でもある。また、雄二の姉でもあり、貴明より1つ年上。そのためか貴明を弟のように、このみを妹のように思っている。家はいわゆる旧家（戦国以前から続く武家の家系）である。気さくで面倒見の良い姉御肌な性格。文武両道の才女。イタズラ好きな子供っぽい一面も持ち、時として貴明や弟の雄二を戦々恐々とさせることも。また料理、洗濯をはじめとした家事全般、家計を両親から任されているため、貴明や弟の雄二にとっては頭があがらない存在でもある。小学生の中程から全寮制のお嬢様学校である「九条院」に通うことになり(原因は後述)、しばらく貴明と会わない状態が続いていたが、『ToHeart2』シナリオ途中で家に戻り、貴明の通う学園に転校する。
趣味は骨董品収集や時代劇鑑賞など。犬が苦手。貴明からは「タマ姉」、このみからは「タマお姉ちゃん」と呼ばれている。恋愛感情や自身に寄せられる好意に対してかなり鈍感。また、間違った知識を鵜呑みにしてしまうなどやや抜けたところがある。学園内では男女問わず人気が高く、『AD』では非公式なファンクラブも結成されつつあるが、会員はほとんど女子生徒となっている。
小学生時代から近所ではガキ大将的存在として君臨しており、その素行の悪さが原因で、前述したように全寮制の九条院に「通わされた」経歴を持っている。凄まじい握力による「アイアンクロー」を十八番とし、アイアンクローのときに相手を掴んだまま持ち上げるほどの腕力や、合気道のような、相手の突撃をかわして放り投げる等の身のこなしや剣技もある程度こなす等、高い身体能力を持つ。格闘アーケードゲームのAQUAPAZZAでは、プロレス技を中心とした高い威力の攻撃を行うキャラとなっている。主に雄二が(いらない事を言うことが多いので)暴力の対象であり、雄二はゲーム内やアニメ版・漫画版問わず、かなりの回数のアイアンクローを受けており、環の帰宅後はこれが日常風景となっている。一方で自分のペースを乱されるまーりゃんだけは苦手としている。
『XRATED』のささらルートでは、生徒会長ささらの下で生徒会副会長を務める。『AD』本編では留学したささらの後の生徒会のまとめ役となっている。
小牧愛佳（こまき まなか）
声：力丸乃りこ
誕生日：5月1日、身長：154cm、3サイズ：83/58/84、血液型：A型
主人公の呼び方：「[名字]くん」【河野くん】→「[名前]くん」【たかあきくん】、テーマ曲「春の日和の野原の寝顔」
ゲーム開始当初の貴明達のクラスの副委員長だが、クラスのほとんどの責務を行っているせいで皆からは「委員長」（または「いいんちょ」）と呼ばれており、ゲーム開始間もなく名実共に委員長にされてしまう。頼まれた仕事を断れない性格から、いつもたくさんの仕事を抱え込んでしまい、そのくせ人に助けを求めようとしないのでいつも苦労している。お菓子が大好きで、よくつまみ食いしている。書庫に秘密の隠れ家がある。由真とは中学からの友人。男子が苦手で貴明とは似たもの同士であり、苦手を克服するためにお互いを名前で呼び合うことを始める。
病弱な妹の郁乃の治療のために幼少時は祖父母の許で暮らしており、遠慮がちな性格はその所為である。『AD』郁乃ルートでは『ToHeart2』の愛佳ルートのエンディングの続きとなっており、シナリオ開始当初から貴明と付き合っている状態となっている。
笹森花梨（ささもり かりん）
声：中島沙樹
誕生日：12月1日、身長：156cm、3サイズ：84/56/82、血液型：AB型
主人公の呼び方：「[あだ名]ちゃん」【たかちゃん】。テーマ曲「素敵な何か」
貴明の同級生。超常現象を追求する非公認同好会「ミステリ研究会」の創始者で、貴明を騙して入会させ、突拍子もない行動で貴明を振り回す。タマゴサンドが大の好物。
るーこシナリオでは早い段階からるーこの正体を探ったりする形で物語に関与し、ささらシナリオでは催眠術でささらをムーの戦士ササラや幼児にしたりと、他のキャラのシナリオに関与していることが多い。
姫百合珊瑚（ひめゆり さんご）
声：石塚さより
誕生日：6月16日、身長：152cm、3サイズ：76/56/78、血液型：O型。
主人公の呼び方：「[名前]」【貴明】。テーマ曲「陽だまり電脳少女」
姫百合瑠璃の双子の姉で、貴明の1つ年下の後輩。関西弁を喋り、性格はぽややんとしていて常にマイペース。だがコンピュータにはとても強く、来栖川エレクトロニクスの新型メイドロボの設計も行っているため、来栖川からクレジットカードや高級マンションの提供を受けるなど経済的にかなり恵まれた生活を送る。「るー語」も解するらしい。学校帰りにパンを一個買い食いしただけでも夕食に影響が出るほどの極度の少食。ひょんなことで貴明に助けられて以降懐いてくる。
自身いわく「トロい」。そのため、幼い頃は周りからいじめに遭い、瑠璃が助けていた。
前作『To Heart』のアニメ『To Heart 〜Remember my Memories〜』にも登場している。この経緯に関してはTo Heart#サブキャラクターの「長瀬源五郎」の説明を参照。
姫百合瑠璃（ひめゆり るり）
声：吉田小南美
誕生日：6月16日、身長：152cm、3サイズ：80/56/79、血液型：O型。
主人公の呼び方：「[名前]」【貴明】。テーマ曲「いつも一緒、ずっと一緒」
姫百合珊瑚の双子の妹で、貴明の1つ年下の後輩。珊瑚を溺愛しており、珊瑚に近づく貴明を目の敵にする。強がりでヤキモチやきだが弱虫な性格である。珊瑚と二人暮しをしており、家事全般は彼女がこなしている。珊瑚を「さんちゃん」と呼ぶ。
幼い頃からいじめに遭っていた珊瑚を助けていたことで、次第に周囲から孤立するようになり、友人と呼べる存在がいなかった。そのため、珊瑚は瑠璃のために「ともだち」を作ることとなり、メイドロボを開発することになった。
珊瑚と共に『To Heart 〜Remember my Memories〜』にも登場。
十波由真（となみ ゆま）
声：生天目仁美
誕生日：8月31日、身長：158cm、3サイズ：85/57/81、血液型：B型
主人公の呼び方：「[名字][名前]」【河野貴明】→「[名前]」【貴明】→「[名前のよみ]」【たかあき】。テーマ曲「トースト咥えたあいつにおはよう」
本名は長瀬由真（ながせ ゆま）。貴明の同級生で隣のクラスに在籍。愛車のMTBで通学する活発な女の子。ひょんなことから貴明に対して逆恨みを抱き、事あるごとに貴明に対決を挑むが敗れてしまう（あるいは勝手に負けたと思い込んでしまう）。その時の去り際の台詞は「これで勝ったと思うなよ！」。普段は眼鏡を着用しているが、最初に貴明と会った際、MTBと一緒に吹っ飛んで壊れてしまったので、かけていない。。『FINAL DRAGON CHRONICLE』では身体能力が上がっていて視力も上がっているため、かけていない。
他のヒロインのルートでは、事あるごとにマウンテンバイクを壊されてしまったり、決め台詞を取られてしまったりと、不幸な星の元にいる。
LEAF/Aquaplusのゲームで常連となっている長瀬一族中、初めてゲーム中に登場した女性キャラクター。
ルーシー・マリア・ミソラ
声：夏樹リオ
誕生日：2月30日、身長：162cm、3サイズ：79/57/78、血液型：Rh-
主人公の呼び方：うー（名前に依らず固定）。テーマ曲「ストレンジ・エンカウンター」
自分のことをおおぐま座47番星第3惑星「るー」から来たという宇宙人だと言い張り、「るーこ・きれいなそら」と名乗る謎多き少女。貴明との奇妙な出会いの後、貴明のクラスに海外からの留学生として転校してくることとなる。性格は勝手気ままでつかみどころがない。独特の「るー語」を操る。
『ToHeart2』エンディングでの本人が語った所によれば、アメリカカリフォルニア州出身。父は弁護士、母は自然保護活動家で、名前は「ルーシー・マリア・ミソラ」であって、「るーこ」ではない、とされる。
ささらシナリオでは夜中の学校に忍び込む生徒を探す中で、出会ったのがるーこだったという形で物語に関与している。
『AD』では貴明と知り合っていない状態で、謎の少女としてまーりゃんやよっちシナリオなどで登場している。
草壁優季（くさかべ ゆうき）
声：佐藤利奈
誕生日：11月3日、身長：157cm、3サイズ：84/54/80、血液型：A型
主人公の呼び方：「[名前]さん」【貴明さん】。テーマ曲「真夜中の学校で」
旧姓は高城（たかしろ）で、貴明の小学校の元クラスメート。両親の離婚により転校し、今の名字となった。貴明がたまたま訪れた深夜の学校で出会い、それ以降毎夜学校で出会うことになるが、昼間は会うことがない。ただし花梨シナリオではあるイベントの時に昼間の学校に現れている。隠れキャラクター扱いで、唯一挿入歌が存在する。TVアニメ版では、小学生時の姿で貴明の回想内でのみ登場した。OVAでは他のキャラクターと同年代の姿で登場している。『AD』では冒頭の回想CGや貴明の台詞で名前が出てくるだけで本編内で登場することはなく、『FINAL DRAGON CHRONICLE』ではそれについて貴明にボヤくシーンが見られる。
OVAの『adnext』第2巻では、晴れて主役となり、演じた佐藤利奈は喜びの声を上げている。
『XRATED』のオプションの「音声のキャラクター別設定」にて、優希と誤記されている。（Ver.1.02現在）
久寿川ささら（くすがわ ささら）
声：小野涼子
誕生日：9月20日、身長：163cm、3サイズ：87/57/83、血液型：AB型
主人公の呼び方：「[名字]さん」【河野さん】→「[名前]さん」【貴明さん】。テーマ曲「彼女の領域」
『XRATED』からの追加キャラクター。貴明の1学年上の先輩で、学園の生徒会長。昨年度はまーりゃんの下で生徒会副会長を務めていた。貴明達が生徒会に加わるまで他の役職を置かず全ての生徒会業務を一人で完璧にこなしていた才女。あまり人を寄せ付けない厳しい性格で、生徒たちからは「副長」と呼ばれ、恐れられている。生い立ちの関係でコンビニ弁当やハンバーガーなどの大量生産で作られる食べ物か、高級フランス料理などの生活感から大きくかけ離れた食べ物しか受け付けない身体になっている。クラゲや両生類などいささか風変わりな動物を愛でている。父の趣味で登山につきあったりしていた関係で身体能力も高く、ささらが催眠状態で環が本気をだせなかったという条件ではあるが互角に戦ったこともある。ただ、普段はテニスをやってもラケットに一度もボールを当てられない等、運動が得意というわけではない。
『AD』ではアメリカに移住したという設定になっているが、まーりゃんに拉致されて日本に戻されることになる。
羽根崎美緒（はねさき みお）
声：斎藤千和
誕生日：10月22日、身長：155cm、3サイズ：84/57/82、血液型：A型
主人公の呼び方：「[名字]くん」【河野くん】。テーマ曲「薫り言の葉」
『PS3版』からの追加キャラクター。貴明と同じクラスだが、入学から少々経った頃に転入してきている。そのため、部活にも所属できず引っ込み思案で無口な性格もあり、3月の時点までほとんど友人と呼べる存在はおらず、誰も名前を思い出せない座敷童のような存在。が、それはある理由があって一人でいるらしい。いつも深い眼鏡をかけていて顔も良くわからず、外してもコンタクトがないと細目だが、それを解消すると実は美人。ただし、本人にその自覚と自信はなく、貴明のある一言ときっかけで眼鏡を外し、イメチェンを図る。ポプリ作りが趣味。眼鏡をかけているが、視力はそれほど低くない。新学期から部活へのフェードインを計るため、部活に入ろうとしていたところ、成り行き上から部員のいなくなった放送部に所属することになる。
『PS3版AD』には登場しない。『ToHeart2 ダンジョントラベラーズ』のゲーム版には登場しないが、OVA版第2巻の巻末に登場している。『ダンジョントラベラーズ2 王立図書館とマモノの封印』のPS Vita版でDLC専用キャラで登場する。しかし、A型や愛佳らのクラスメイトでありながらそれらを条件とするパーティスキルの対象になっていない。

#### AnotherDays ヒロイン
シルファ以外のキャラクターは、PS2・PSP版、『XRATED』ではサブキャラクターとして登場した。
シルファ
声：櫻井浩美
12月4日ロールアウト
主人公の呼び方：【ご主人様】。テーマ曲「笑って、わがままプリンセス」
姫百合珊瑚によってソフトウェア設計された、来栖川重工（来栖川エレクトロニクス）のメイドロボットで、HMX-17a イルファとHMX-17b ミルファの姉妹機。珊瑚からは「しっちゃん」と呼ばれている。メイドロボでありながら対人恐怖症で、矯正のためにイルファの手によって無理やり貴明の家で修行することになるが、何かあるたびに搬送に使われたダンボール箱に引きこもってしまう。「〜なのれす」など呂律の回らない(「た行濁音」が「ら行」に変わってしまう)しゃべり方で、他人を「このこの」「はるはる」といった呼び方をする。とんでもない天邪鬼であり、最初は無垢なメイドロボを装っていたが、正体がバレた途端に高圧的な態度を取るようになる。これらの欠点を除いたメイドスキル自体は優秀である。
『ToHeart2』および『XRATED』では珊瑚とイルファの会話の中でしか登場していなかったが、後にキャラクターのイラストが公表された。
河野はるみ（こうの はるみ）
声：山川琴美
12月3日ロールアウト
主人公の呼び方：【ダーリン】。テーマ曲「毎日がはっぴぃばーすでい」
『AD』で、突然貴明の前に出現し、貴明のことを「ダーリン」と呼び、猛烈なアタックをかけてくる「河野はるみ」と名乗る少女。当初、貴明に心あたりはなかったのだが、その正体は姫百合珊瑚によってソフトウェア設計された、来栖川重工（来栖川エレクトロニクス）のメイドロボット「HMX-17b ミルファ」で、イルファやシルファとは同型機の姉妹にあたる。「はるみ」は「ミルファ」を逆に読んだもの（ミルファ→ふぁるみ→はるみ）と推測されている。元々はスポーツ用として作られた事に加えてロボットである為、身体能力は極めて高いが、料理などのメイドスキルは低い。後に貴明の為に克服する。
『ToHeart2』および『XRATED』では仮ボディとして使用しているクマのぬいぐるみ型ロボットの姿で登場し、貴明からはその姿から『クマ吉』と呼ばれることになり、貴明に惚れる。セリフはなく、ミルファ本体のグラフィックもない。後にメイドロボとしての姿のイラストが公開された。
『AD』ではメイドロボであることを貴明に必死に隠そうとしていたが、これは『ToHeart2』で貴明にクマのぬいぐるみ扱いしか受けなかったせいではないか、との作中でのイルファによる推測がある。
彼女の自称は作品によって変わっており、彼女のシナリオなどでは当初は「人間の河野はるみ」で途中から「メイドロボのミルファ」、OVA版では「河野はるみ」、『FINAL DRAGON CHRONICLE』では「メイドロボの河野はるみ」として行動している。
山田ミチル（やまだ ミチル）
声：笠原あきら
誕生日：5月17日
主人公の呼び方：【センパイ】。テーマ曲「色づく秋の木の葉のように」
柚原このみの中学生時代からの親友で、吉岡チエ（よっち）と幼稚園時代からの幼馴染。愛称は「ちゃる」。無表情で口数が少ないが、時々なかなかキツイ突込みを入れる。高校はよっちと共に西園寺女子校に通っている。キツネっぽいイメージがあるため、貴明は心の中でキツネっ子と呼んでいる。
実家は数種類の飲食店を経営している。元々はテキ屋稼業で、多くの男衆を抱えている。そのため露店関係の食べ物（特にお好み焼き）の知識に詳しい。趣味で同人誌を描いており、メイドなどのコスプレをして同人誌即売会に参加しており、そのため衣装を作るのは得意。向坂家とは古い付き合いで、その縁で雄二と見合いすることになった。
吉岡チエ（よしおか チエ）
声：太田佳織
誕生日：2月12日
主人公の呼び方：【センパイ】。テーマ曲「なんちゃって♥ My Sweet Heart」
柚原このみの中学生時代からの親友で、山田みちる（ちゃる）とは幼稚園時代からの幼馴染。愛称は「よっち」だが、 明るく活発な性格で、語尾に「ッス」とつけて喋る。高校はちゃると共に西園寺女子校に通っている。タヌキっぽいイメージがあるため、貴明は心の中でタヌキっ子と呼んでいる。貴明とこのみの仲をからかうことが多い。なかなかの巨乳であり、このみやちゃるが胸が小さい方であったため余計に際立っていたが、環には敗れている。
小牧郁乃（こまき いくの）
声：神崎ちろ
誕生日：3月3日
主人公の呼び方：「[名前]」【貴明】。テーマ曲「木洩れ日の下に帰ろう」
小牧愛佳の妹。貴明の1つ年下。幼い頃から病弱（『AD』で膠原病由来の1型糖尿病と判明）で病院に入退院する生活を続けている。そのせいで世の中を冷めた視点で見るようになり、皮肉が口をついて出るようになってしまう。姉には憎まれ口をたたくがそのお人好しを心配しており、その姉に近しい貴明には厳しい目を向ける。
『AD』の郁乃ルートは彼女の視点から描かれており、そのため貴明にも声がついている。退院して姉や貴明と同じ学校に車椅子で通学することとなり、前作でのエピソードに由来して学園内では「桜っ子」と呼ばれているが、桜の一件はむしろ本人にとってはトラウマとなっている。
OVA版では姉と貴明との仲を取り持とうとしたりしている。車椅子についての描写は一定せず、『OVA ToHeart2』や『adnext』OP映像では普通に歩いているが、『adnext』本編では車椅子に乗っている。『FINAL DRAGON CHRONICLE』では車椅子に乗らずに普通に歩いている。
菜々子（ななこ）
声：阪田佳代
誕生日：3月21日
主人公の呼び方：【お兄ちゃん】。テーマ曲「かがやけ！ 両手いっぱいの未来」
本名はサトコ 菜々子（さとこ ななこ）。近くの小学校に通う少女。純真無垢な性格。「 - なんだも！」など「だもん」の「ん」を抜いた喋り方が特徴。『ToHeart2』では、貴明の学校に魔法使いがいるとの噂を聞いて学校に来て、貴明とるーこが相談に乗ることになった。
『AD』では貴明にラブレターを出し、恋人にしてほしいと告白してくるが、年齢差から貴明から恋人としては受け入れて貰えず、妹扱いされてしまう。母親は菜々子の同級生の母親に比べ若く、自身の教師だった人間と結婚したことから、菜々子の行動に「血は争えない」と評している。『PC版AD』でエッチシーンは存在しない。
まーりゃん先輩
声：小暮英麻
誕生日：1月14日
主人公の呼び方：「[あだ名]りゃん」【たかりゃん】。テーマ曲「POP STEP GIRL」
『XRATED』からの追加キャラクター。ゲーム開始時貴明より2つ学年が上で、前生徒会長。自称『永遠の14歳』だがエロゲーを買える年齢であると、まーりゃん先輩は作中で述べている。
「最悪の先輩」 「ゴッデス・オブ・卑怯」とあだ名されるほど、目的のためなら手段を選ばない性格で、生徒会長時代は「お祭り生徒会」と言われるほど予算度外視で派手なイベントを度々開催していた。そのため尻拭いばかりしていた当時の副会長で現生徒会長の久寿川ささらから疎まれていた、実は慕っていたことが後に判明し、貴明の尽力もあって、後述のまーりゃん先輩の卒業式で和解する。
貴明とは本来の卒業式の直後に初めて直接顔を合わせるが、その時点では単位が足りずに卒業が保留となっていた。その後補習を受け続けた結果、教師のお情けもあって卒業にこぎつけ、終業式で貴明が企画したまーりゃん先輩の卒業式で卒業証書を授与されている。卒業後は専門学校に通い、声優のバイトをしているが、何かにつけて制服姿で生徒会室に現れては在校時代と変わらない破天荒ぶりを見せる。『AD』におけるまーりゃん先輩の台詞から、声優としてエロゲーでデビューしており、彼女のイメージDVDも発売されていることが判明している。
本名は不明で、『AD』作中でもまーりゃん先輩以外にも複数の名前が登場するが、どれが本名であるかは確定しておらず、アンソロジードラマCD vol.2のキャスト一覧では「朝霧 麻亜子（あさぎり まあこ）」と表記されたが、『AD』の公式HPでのキャラクター紹介にはそれが本名であることは「根も葉もない噂であるらしい」とある。
『XRATED』ではメインキャラクター以外で唯一専用テーマ曲が用意されていた。
なお、設定的に前作「To Heart」に登場かつ登場キャラクターとも面識があるとも考えられるが、まーりゃん先輩は前作「To Heart」には一切登場していない。このため本人も前作キャラクターを語ることはほとんどない。
柚原春夏（ゆずはら はるか）
声：本多知恵子/又吉愛(ダンジョントラベラーズ2 王立図書館とマモノの封印)
誕生日：5月9日
主人公の呼び方：「[あだ名]くん」【タカくん】。
柚原このみの母親。年齢に比して外見が若いが、年の話題やおばさんと呼ぶと鬼のように怒るらしい。一人暮らしを始めた貴明に対し、偏りがちな食事関係などでいつも気にかけており、度々自分の家で暮らすように勧めてくる。貴明にとってはもう一人の母親のような存在であり、幼稚園の頃にプロポーズしている。春夏も貴明の成長日記をつけており、今でも保管してある。
『AD』では彼女のシナリオも用意されたが、『PC版AD』でエッチシーンは存在しない。

### サブキャラクター
向坂雄二（こうさか ゆうじ）
声：鳥海浩輔
向坂環の弟で、貴明と柚原このみの幼なじみ。貴明とはクラスメートであり、貴明のよき理解者、親友である。旧家の生まれながら気さくで付き合いやすい。黙っていればそこそこ二枚目なのだが、お調子者でメイドロボ好き、また女の子と仲良くすることに積極的と、そういった面が目立つためか、貴明と対照的に異性付き合いを望みながらも全く恵まれない上に、『AD』においては学園内で貴明とのホモ疑惑が出ており、学園の漫研が貴明と雄二によるカップリング同人誌を制作したほど。いつも不用意な発言をしては環にアイアンクローを食らわされている。まーりゃんとは利害が一致しやすいため協力することが多い。アイドル緒方理奈のファン。初恋の相手は幼少時に公園で出会った少女で、『AD』で再会することになる。
前作『To Heart』のバッドエンド（誰も攻略できずに終えた状態）では佐藤雅史が浩之に「僕達ずっと友達だよね」と言って終わるが、『ToHeart2』のバッドエンドでは逆に貴明が雄二に「俺達ずっと友達だよな!?」と言って終わる。
名前の由来は「友人」から。
イルファ
声：萩原えみこ
11月26日ロールアウト。
来栖川重工（来栖川エレクトロニクス）のメイドロボット。姫百合珊瑚がソフトウェア設計した、「ダイナミック・インテリジェンス・アーキテクチャ」（長瀬のおっちゃんが決めた名前なので珊瑚は「だいこん・いんげん・あきてんじゃー」と言っている）による、人を愛する心が備わっている。ボディーは量産機HM-16「リオン」のカスタム化したものが流用されている。珊瑚からは「いっちゃん」と呼ばれている。HMX-17c シルファ・HMX-17b ミルファとは姉妹機。元は3体ともロボサッカー専用ロボットだったらしく、運動性能に優れている。
本作では前作『To Heart』の要素は出来る限り払拭するという方針から当初メイドロボは登場しない予定であったが、原画のみつみ美里の強い要望によって実現したという。
『XRATED』では珊瑚、瑠璃との4Pという形でエッチシーンが存在する。『PS3版』『XRATED』『AD』などの公式HPのキャラクター紹介では扱われていない。『FINAL DRAGON CHRONICLE』ではメインキャラクター以外で唯一パーティーキャラクターとして登場している。また同作では事件の黒幕的存在でラスボスとして登場しており、『ToHeart2』『AD』などで彼女がメインキャラクターとして扱われなかったことなどが、彼女が事件を起こした理由となっている。
ゲンジ丸
柚原家で飼っている老犬。イングリッシュシープドッグの雑種。非常に怠惰で散歩嫌いでこのみや春夏を困らせている。魚肉ソーセージが好物。元々は川を流されていたところを環に助けられ、そのこともあって環にはなつこうとするが、環は犬が苦手で逃げ回ることになる。
パチスロ版『ToHeart2』のスタッフロールでは、鳥海浩輔が声を当てていると表記されている。
ダニエル
声：楠見尚己
由真の祖父で本名は長瀬源蔵（ながせ げんぞう）。来栖川家の執事をつとめ、「ダニエル」は先々代のお館様よりもらった役職名とのこと。由真をめぐって貴明と衝突することになる。年に似合わず戦闘力は高い。本人いわく、孫娘には激甘。
玲於奈（れおな）、薫子（かおるこ）、カスミ
声 玲於奈：水原英里、薫子：牧野芳奈、カスミ：安田未央
誕生日 玲於奈：4月20日、薫子：2月15日、カスミ：10月4日
本名は神楽玲於奈（かぐら れおな）、古風薫子（こふ  かおるこ）、江沢カスミ（えざわ カスミ）。向坂環の九条院での後輩。環に対しては行き過ぎるほどの親愛を抱いている。環にべったりの貴明を引き離そうと環に隠れて嫌がらせを展開する。玲於奈は3人のリーダー格で思ったことをハキハキ言う性格、薫子は3人の中では落ち着きがある性格、カスミは控えめでほとんど声を発しない。玲於奈は向坂家の分家筋に当たる。ピアノの腕前は3人とも環より上らしい。『ToHeart2』終盤で環を追って転校してくる。
TVアニメ第2話およびOVA3巻ではチョイ役ながらセリフ付きで登場。また『うたわれるもの 散りゆく者への子守唄』に彼女たちそっくりのキャラクターが登場している。
真委員長（しんいいんちょう）
声：石井真
貴明の1年生時のクラスの本来の委員長。いいかげんな性格で、以前から委員長の責務は実質的に副委員長の愛佳がしていたために誰からも委員長として認められておらず、交通事故での入院から進級間際に戻ると同時に愛佳に正式に委員長を譲ってしまう。
本名不明で顔も出ていないが、家庭用機版の愛佳のエンディングに名前と声の出演が表記されている。
図書委員長
声：浜田賢二
名前不明。貴明の1つ年上の上級生。自身の実績作りのために図書室の書庫の扱いについて愛佳と衝突することになる。ささらシナリオでは予算をめぐって生徒会長のささらと衝突しているという描写もある。
長瀬
珊瑚との会話で「長瀬のおっちゃん」（イルファとの会話では「長瀬のおじ様」）として登場する来栖川重工のメイドロボ開発者で、本編には登場しない。
前作『To Heart』で登場する開発主任の長瀬源五郎と同一人物であるかなどの関連性は描写されていないが、アニメ版『To Heart 〜Remember my Memories〜』では珊瑚が登場し、源五郎と会話する場面が見られる。
にゃー
るーこシナリオに登場する猫。るーこにサンマをもらったりしている。

#### XRATED サブキャラクター
久寿川かぐら（くすがわかぐら）
久寿川ささらの母。広告代理店勤務のキャリアウーマン。夫とは既に離婚しているため、娘のささらと2人暮らし。
名前は『XRATED』のシナリオ中には登場せず、『AD』で貴明がまーりゃん先輩との会話の中で「神楽（読みは不明）」と呼ばれるほか、カードゲーム『リーフファイトTCG』や『Lycee』、『PS3版AD』付属パーフェクトビジュアルコレクションでは「久寿川かぐら」と表記されている。
今津吾郎（いまずごろう）
久寿川ささらの父。ささらの母とは離婚しており、ささらは母親の籍に入っているため、ささらとは姓が異なる。名前は劇中では出ておらず、『PS3版AD』付属パーフェクトビジュアルコレクションの表記による。

#### AnotherDays サブキャラクター
スミレ
菜々子の親友。活発で勝ち気な性格。ひとみと共に菜々子と貴明の仲を応援する。貴明とのことは2人に筒抜けになっている。兄がいるが、日頃酷い扱いを受けている為、「お兄ちゃん」という存在を良く思っていない。
ひとみ
菜々子の親友。大人びた眼鏡っ娘で貴明を手玉に取ることも。スミレと共に菜々子のことを大事に思い、行動を逐一チェックしている。
ロク
声：小山剛志
山田家男衆の一人。見た目どおり荒く粗暴な男だが気前がよく面倒見もいい。ちゃるのことを「お嬢」と呼び慕い、彼女のことを常に第一に考えている。
外見が『うたわれるもの』に登場したクロウに似ており、同作での衣装で『ダンジョントラベラーズ』に登場する。
ハナ
声：田口宏子
商店街で山田家が経営するもんじゃ焼き屋の店員。気っ風の良い女性。
外見が家庭用機版『うたわれるもの』に登場したカムチャタールに似ており、同作での衣装で『ダンジョントラベラーズ』に登場する。
ご隠居
山田家の先代の当主で、ちゃるの祖父にあたる。武勇伝は伝説となっているほどで、ロクも頭が上がらない。一度は破談となったちゃるの縁談を再び進めようとする。
バウム
郁乃のチャット仲間。男性。郁乃と同じ1型糖尿病を患っており、郁乃はチャット仲間の中でも一番の信頼を置いている。『AD』の郁乃シナリオ開始時に入力する苗字と名前は彼のものである。
じゃがいも大王
郁乃のチャット仲間でチャットの管理人。男性。重要な機能よりもどうでもいい機能を優先する。ボケ担当。
バニラ
郁乃のチャット仲間。女性。ツッコミ担当。
看護師
郁乃が通う病院の郁乃とは旧知の看護師。巨乳。

## テレビアニメ
2005年10月から12月まで、『アニメ魂』にて全13話と特別編（全14週）が放送された。特別編は第11話と第12話の間に挿入された総集編で、一部のパッケージソフトには収録されていない。
おおよそ、『PS2版』のメインキャラクターが登場する。ただし草壁優季は、登場はするものの、メインキャラクターから外されている。
いわゆるハーレムアニメではなく、ヒロイン視点でストーリーが進む。そのため、エンディングの担当声優（声の出演）の順番が話によって異なっている（主人公の貴明が一番上とは限らない）。時間軸もほとんどの話で共通であり、数話前に描かれたシーンが別のヒロイン視点で描かれる事もある。絵柄はアニメ風にリファインされている。

### スタッフ（テレビアニメ）
- 原作 - ToHeart2 (AQUAPLUS)
- キャラクター原案 - みつみ美里、カワタヒサシ、甘露樹、なかむらたけし
- エグゼクティブプロデューサー - 下川直哉、市橋耕治、及川武、川村明廣、奥野敏聡
- 監督 - 須藤典彦
- シリーズ構成 - 山口宏
- キャラクターデザイン・総作画監督 - 西尾公伯
- 美術監督 - 井垣宏
- 色彩設計 - 大槻浩司
- CGディレクター - 佐藤誠
- 撮影監督 - 亀田美紀
- 編集 - 長坂智樹
- 音響監督 - 明田川仁
- 音楽 - 羽岡佳、コーニッシュ
- 音楽制作 - フロンティアワークス
- アニメーションプロデューサー - 井口憲明
- プロデューサー - 望月雄太郎、永谷敬之、松永孝之、大森啓幸
- アニメーション制作 - OLM Team IGUCHI
- 製作 - TH2 Works

### 主題歌（テレビアニメ）
オープニングテーマ「Hello」
作詞 - 須谷尚子 / 作曲 - 下川直哉 / 編曲 - 下川直哉、松岡純也 / 歌 - 池田春菜
エンディングテーマ「トモシビ」
作詞・作曲 - 巽明子 / 編曲 - 4 Tree Music / 歌 - Suara

### 各話リスト
| 話数 | サブタイトル   | 脚本     | 絵コンテ          | 演出     | 作画監督              |
| ---- | -------------- | -------- | ----------------- | -------- | --------------------- |
| 1    | 新しい制服     | 山口宏   | 須藤典彦          | 須藤典彦 | 井ノ上ユウ子          |
| 2    | おさななじみ   | 中瀬理香 | 松浦錠平          | 松浦錠平 | 杉本光司 杉藤さゆり   |
| 3    | 小さなお茶会   | 山口宏   | 牧野行洋          | 篠崎康行 | 牛島勇二              |
| 4    | 自転車         | 藤田伸三 | 中村憲由 小川康治 | 横田和善 | 古池俊也              |
| 5    | 勧誘           | 山口宏   | 伊藤真朱          | 伊藤真朱 | 井ノ上ユウ子 野口孝行 |
| 6    | 七輪と少女     | 藤田伸三 | 牧野行洋          | 中川聡   | 木下和栄              |
| 7    | UFO            | 山口宏   | 松浦錠平          | 松浦錠平 | 細田忠太              |
| 8    | すれちがう想い | 中瀬理香 | 伊藤真朱          | 横田和善 | 古池敏也              |
| 9    | ふたり         | 中瀬理香 | 伊藤真朱          | 伊藤真朱 | 野口孝行 定井秀樹     |
| 10   | 約束           | 藤田伸三 | 牧野行洋          | 牧野行洋 | 木下和栄              |
| 11   | 満開の八重桜   | 山口宏   | 松浦錠平          | 松浦錠平 | Yang Byung Ki         |
| 12   | 春風           | 中瀬理香 | 横田和善          | 横田和善 | 古池敏也              |
| 13   | はじまりの朝   | 山口宏   | 須藤典彦          | 須藤典彦 | 西尾公伯 実原登       |

### 放送局
| 放送期間（または、放送体制）      | 放送時間           | 放送局       | 対象地域 | 備考   |
| --------------------------------- | ------------------ | ------------ | -------- | ------ |
| 2005年10月04日 - 2006年01月03日   | 火曜 2:15 – 2:45   | tvk          | 神奈川県 |        |
| 2005年10月08日 - 12月31日         | 土曜 1:30 – 2:00   | KBS京都      | 京都府   |        |
| 2005年10月08日 - 2006年01月07日   | 土曜 10:00 – 10:30 | AT-X         | 日本全域 | CS放送 |
| 2005年10月010日 - 2006年01月010日 | 月曜 1:30 – 2:00   | 群馬テレビ   | 群馬県   |        |
| 2005年10月12日 - 2006年01月18日   | 火曜 2:00 – 2:30   | BS朝日       | 日本全域 | BS放送 |
| 2005年10月14日 - 2006年01月13日   | 金曜 1:30 – 2:00   | 東京MXテレビ | 東京都   |        |
| 2005年10月21日 - 2006年01月20日   |                    | 奈良テレビ   | 奈良県   |        |
| 2005年10月22日 - 2006年01月21日   | 土曜 2:00 – 2:30   | 信越放送     | 長野県   |        |
| 2005年11月01日 - 2006年01月31日   | 火曜 2:20 – 2:50   | 熊本放送     | 熊本県   |        |

| アニメ魂                 | アニメ魂 | アニメ魂            |
| 前番組                   | 番組名   | 次番組              |
| ------------------------ | -------- | ------------------- |
| あかほり外道アワーらぶげ | ToHeart2 | LEMON ANGEL PROJECT |

## OVA
『OVA ToHeart2』全3巻、『ToHeart2ad』『ToHeart2 adplus』『ToHeart2 adnext』各2巻、『ToHeart2 ダンジョントラベラーズ』全2巻の5シリーズが発売されている。
『PS2版』のヒロインが中心だったテレビアニメ版と異なり、『XRATED』『AD』などのヒロインも多く登場する。OVAシリーズを通して基本設定や新キャラクターの扱いに明確な区別はなく、『OVA ToHeart』の段階でシルファ、郁乃、ささら、まーりゃんがメインキャラクターとして登場しており、また、『ad』『adplus』『adnext』になっても『AnotherDays』ヒロイン中心になるというわけではない。
テレビアニメ版と逆に、物語開始時点で主人公・河野貴明が全てのヒロインと知り合いで好意を持たれているというハーレムアニメ的設定となっており、ストーリーもコメディ色が強い。
2011年12月21日にはOVA4シリーズのスペシャルプライスDVDが発売された。

### スタッフ (OVA)
- 企画 - 下川直哉
- 原作 - AQUAPLUS
- 監督 - 加藤やすひさ（第1期、ad）、坂田純一（adplus、adnext、ダンジョントラベラーズ）
- 監督補佐 - 坂田純一（第1期、ad）加藤やすひさ（adplus）
- オリジナルキャラクターデザイン - みつみ美里、カワタヒサシ、甘露樹、なかむらたけし
- キャラクターデザイン - 柳沢まさひで、桂憲一郎、加藤やすひさ
- 総作画監督 - 柳沢まさひで
- 美術監督 - 猪緒学（第1期-adplus）、伊藤弘 (admext)、井上一宏（ダンジョントラベラーズ）
- 色彩指定 - 鎌田千賀子（第1期-ダンジョントラベラーズ）、野口幸恵（ダンジョントラベラーズ）
- 撮影監督 - 勝又雄一
- 音響監督 - 濱野高年
- 編集 - 小島俊彦
- アニメーション制作 - カオスプロジェクト、AQUAPLUS
- 製作 - TH2V Works（第1期）、TH2Vad Works（ad、adplus、adnext）、TH2DT Works（ダンジョントラベラーズ）
- 発売元 - IMAGICAイメージワークス
- 販売元 - フロンティアワークス、ジェネオン エンタテインメント

### 主題歌 (OVA)
オープニングテーマ「一番星」（第1期OVA）
作詞 - U / 作曲 - 石川真也 / 編曲 - 衣笠道雄 / 歌 - Suara
エンディングテーマ「飾らない心で、飾らない私で」（第1期第1巻）
作詞 - 華音 / 作曲・編曲 - 松岡純也 / 歌 - 伊藤静
エンディングテーマ「春の日和の野原の寝顔」（第1期第2巻）
作詞 - 華音 / 作曲・編曲 - 松岡純也 / 歌 - 力丸乃りこ
1巻、2巻のEDは、CD『ToHeart2 キャラクターソングス』より、その巻でのメインとなったキャラクターのテーマソングを引用。
エンディングテーマ「I am」（第1期第3巻）
作詞 - 未海 / 作曲・編曲 - 衣笠道雄 / 歌 - Suara
オープニングテーマ「虹の架け橋」（ad、adplus）
作詞 - 上原れな / 作曲 - 松岡純也 / 歌 - 上原れな
adとadnextは、OP・ED映像もほぼ同じ。
エンディングテーマ「君が残したもの」（ad、adplus）
作詞 - 上原れな / 作曲 - 松岡純也 / 歌 - 上原れな
劇中歌「虹の架け橋 サンバ気分でWoo! Ver.」（adplus第2巻）
作詞 - 上原れな / 作曲 - 松岡純也 / 編曲 - 岡崎雄二郎 / 歌 - ささら&まーりゃん
オープニングテーマ「トキメキ」(adnext)
作詞 - 須谷尚子 / 作曲・編曲 - 松岡純也 / 歌 - 上原れな
エンディングテーマ「旅立ち」(adnext)
作詞 - 遠藤葉月 / 作曲・編曲 - 衣笠道雄 / 歌 - 上原れな
オープニングテーマ「虹色の未来」（ダンジョントラベラーズ）
作詞 - 須谷尚子 / 作曲 - 石川真也 / 編曲 - 衣笠道雄 / 歌 - Suara
エンディングテーマ「ただひとつの星」（ダンジョントラベラーズ第1巻）
作詞 - 須谷尚子 / 作曲 - 石川真也 / 編曲 - 松岡純也 / 歌 - 上原れな
エンディングテーマ「この世界に」（ダンジョントラベラーズ第2巻）
作詞 - 須谷尚子 / 作曲・編曲 - 衣笠道雄 /歌 - 津田朱里
劇中歌「七色のヒカリ」（ダンジョントラベラーズ第1巻）
作詞 - 上原れな / 作曲 - 衣笠道雄 / 編曲 - 宮永治郎 / 歌 - ささら（CV - 小野涼子） & まーりゃん（CV - 小暮英麻）

### 各巻リスト (OVA)
| 巻数                                              | サブタイトル                   | 脚本                           | 絵コンテ                       | 演出                           | 作画監督                       | 特典 | 発売日                         |
| OVA ToHeart2（OVA第1シリーズ）                    | OVA ToHeart2（OVA第1シリーズ） | OVA ToHeart2（OVA第1シリーズ） | OVA ToHeart2（OVA第1シリーズ） | OVA ToHeart2（OVA第1シリーズ） | OVA ToHeart2（OVA第1シリーズ） | OVA ToHeart2（OVA第1シリーズ） | OVA ToHeart2（OVA第1シリーズ） |
| ------------------------------------------------- | ------------------------------ | ------------------------------ | ------------------------------ | ------------------------------ | ------------------------------ | --- | ------------------------------ |
| 第1巻                                             | メイドロボはじめました         | 小林成朗                       | 坂田純一                       | 坂田純一                       | 柳沢まさひで                   | - 音声特典 - オーディオコメンタリー 出演 - 伊藤静、萩原えみこ、Suara - 映像特典 - ショートストーリー「次回予告？」                                                          | 2007年02月28日                 |
| 第2巻                                             | あの夏、一番騒がしい海         | 小林成朗 月永ヒデヲ            | 桂憲一郎                       | 桂憲一郎                       | 柳沢まさひで                   | - 音声特典 - オーディオコメンタリー 出演 - 力丸乃りこ、神崎ちろ - 映像特典 - ショートストーリー「お役立ち!るー語講座」                                                      | 2007年06月27日                 |
| 第3巻                                             | みんなの学園祭、ささやかな願い | 月永ヒデヲ                     | 加藤やすひさ                   | 加藤やすひさ 村山靖            | 柳沢まさひで 桂憲一郎          | - 音声特典 - オーディオコメンタリー 出演 - 小野涼子、小暮英麻、佐藤利奈 - 映像特典 - エンディングカット・ギャラリー                                                         | 2007年09月28日                 |
| ToHeart2ad（OVA第2シリーズ）                      |                                |                                |                                |                                |                                | |                                |
| 第1巻                                             | 思い出の爪痕                   | 鴻野貴光                       | 坂田純一                       | 児林泉美                       | 桂憲一郎                       | - 映像特典 - ショートストーリー「次回予告？」 - 音声特典 - オーディオコメンタリー 出演 - 伊藤静、生天目仁美                                                                 | 2008年03月26日                 |
| 第2巻                                             | happy new year                 | 小林成朗                       | 坂田純一                       | 坂田純一                       | 柳沢まさひで                   | - 映像特典 - ショートストーリー「次回予告!!」 - 音声特典 - オーディオコメンタリー 出演 - 佐藤利奈、生天目仁美                                                               | 2008年08月08日                 |
| ToHeart2 adplus（OVA第3シリーズ）                 |                                |                                |                                |                                |                                | |                                |
| 第1巻                                             | はじめてのおつかい             | 桜島液 小林成朗 鴻野貴光       | 坂田純一                       | 児林泉美                       | 柳沢まさひで                   | - 映像特典 - ショートストーリー「次回予告 （ささら・まーりゃんの生徒会会長ラジオ for ToHeart2）」 - 音声特典 - オーディオコメンタリー 出演 - 櫻井浩美、山川琴美、萩原えみこ | 2009年04月24日                 |
| 第2巻                                             | サマームード                   | 小林成朗                       | 坂田純一                       | 坂田純一                       | 柳沢まさひで                   | - 映像特典 - ショートストーリー「次回予告？」 - 音声特典 - オーディオコメンタリー                                                                                           | 2009年10月07日                 |
| ToHeart2 adnext（OVA第4シリーズ）                 |                                |                                |                                |                                |                                | |                                |
| 第1巻                                             | ファーストネイム               | 小林成朗                       | 坂田純一                       | 坂田純一                       | 桂憲一郎 佐野恵一              | - 映像特典 - ショートストーリー（おまけアニメ） - 音声特典 - オーディオコメンタリー 出演 - 力丸乃りこ、小暮英麻                                                             | 2010年09月23日                 |
| 第2巻                                             | Trash Basket Memory            | 鴻野貴光                       | 坂田純一                       | 坂田純一                       | 佐野恵一                       | - 映像特典 - ショートストーリー（おまけアニメ） - 音声特典 - オーディオコメンタリー 出演 - 佐藤利奈、山川琴美                                                               | 2010年12月22日                 |
| ToHeart2 ダンジョントラベラーズ（OVA第5シリーズ） |                                |                                |                                |                                |                                | |                                |
| ep.1                                              | サイアクのサイヤク             | 鴻野貴光                       | 坂田純一                       | 坂田純一                       | ウクレレ善治郎                 | | 2012年02月22日                 |
| ep.2                                              | たいせつなもの                 | 鴻野貴光                       | 桂憲一郎                       | 桂憲一郎                       | 佐野恵一                       | | 2012年7月25日                  |

## コミック
『ToHeart2』
月刊コミック電撃大王に2005年4月号から2007年3月号まで連載された。単行本は全3巻。作画：御形屋はるか。
電撃コミックス 発行:メディアワークス 発売:角川書店
1（通常版）. 2005年11月15日初版 ISBN 4-8402-2774-8
1（DVD付限定版）. 2005年11月15日初版 ISBN 4-8402-3227-X -- 同梱DVDにはアニメ版「ToHeart2」の第1話のダイジェストと声優インタビューを収録。
2. 2006年8月15日初版 ISBN 4-8402-3533-3
3（DVD付限定版）. 2007年6月15日初版 ISBN 978-4-8402-3901-1 -- 同梱DVDには「OVA ToHeart2」の第1巻ダイジェスト、第2巻プロモーション映像、声優インタビューを収録。
3（通常版）. 2007年6月27日発売 ISBN 978-4-8402-3903-5
『ToHeart2 〜colorful note〜』
月刊Gファンタジーに2005年4月号から2008年4月号まで連載された。単行本は全5巻。作画：きたうみつな。
Gファンタジーコミックス 発行 :スクウェア・エニックス
1. 2005年11月27日初版 ISBN 4-7575-1566-9
2. 2006年6月27日初版 ISBN 4-7575-1691-6
3. 2007年2月27日初版 ISBN 978-4-7575-1912-1
4. 2009年4月27日初版 ISBN 978-4-7575-2340-1
5. 2009年4月27日初版 ISBN 978-4-7575-2341-8
第1話で『WHITE ALBUM』の緒方理奈、第5話で『まじかる☆アンティーク』の長瀬源之助、第12話で『To Heart』の来栖川芹香、来栖川綾香、セリオ、セバスチャンがゲスト出演している。草壁優季、まーりゃん・久寿川ささらは登場しない。4・5巻は当初、2008年8月27日に2冊同時発売予定であった。
『ToHeart2 SD 〜せーとかいでいず〜』
まんが4コマKINGSぱれっとLiteにてVOL.5（2008年7月2日発売）から連載中。作画：深山名月。
1. 2009年12月22日初版 ISBN 978-4-7580-8066-8
萌え系ストーリー4コマ漫画。メインキャラクターは、ささら・環・このみ・まーりゃんの4人。その他の登場人物はサブキャラクターとしてゲスト的に登場し、それは本編主人公の河野貴明も例外ではない。
『ToHeart2 AnotherDays』
電撃G's Festival! COMICにてVol.3（2008年7月26日発売）からvol.16まで連載された。作画:双（現：浜弓場双）。
1. 2010年2月26日初版 ISBN 9784048684231
2. 2011年4月27日初版 ISBN 9784048705271
その他、中島零による作画の『ToHeart2 〜trial story〜』がゲームの発売に先駆けて2004年11月10日発売のヤングアニマルあいらんど no.2（白泉社）に読切り漫画として掲載された。

## アンソロジーコミック
PS2版発売後の2005年2月にスクウェア・エニックスよりスーパーコミック劇場が刊行されたのを皮切りに、各出版社より刊行された。その後刊行開始からAnotherDays発売までは一迅社からのみ刊行される状態が続いていたが、発売後しばらくしてエンターブレインからマジキュー4コマとして久しぶりに刊行された。
ほとんどが2005年中に刊行されており、それらは全てPS2版準拠となっている。『XRATED』の内容は一迅社のVol.8以降、『AnotherDays』の内容は同SpecialDaysおよびエンターブレインのマジキュー4コマに反映されている。
- 一迅社 （Vol.1のみスタジオDNA時代に刊行）
  - ToHeart2 コミックアンソロジー Vol.1 - 16
  - ToHeart2 コミックアンソロジー Special Days vol.1 - 3
- スクウェア・エニックス
  - スーパーコミック劇場 ToHeart2 全2巻
  - ToHeart2 4コママンガ劇場 全2巻
- 宙出版
  - ツインハートコミックス ToHeart2 アンソロジーコミック 全3巻
  - ツインハートコミックス ハートフル4コマ ToHeart2
- エンターブレイン
  - マジキューコミックス ToHeart2 アンソロジーコミック 全2巻
  - マジキュー4コマ ToHeart2 #1
- 双葉社
  - ToHeart2 4コマKINGDOM 全2巻
- ブロッコリー
  - ToHeart2 コミックアンソロジー 〜あなたが恋する物語〜 全2巻
- FOX出版
  - ToHeart2 アンソロジーコミック 全2巻
- マッグガーデン
  - BCアンソロジーコレクション ToHeart2
- ホビージャパン
  - ToHeart2 アンソロジーコミック

## インターネットラジオ
5番組とも音泉で配信されている。『また帰ってきた！ ささら、まーりゃんの生徒会会長ラジオ for ToHeart2』を除く4番組はアニメイトTVでも配信された。
| タイトル                                                           | 開始           | 最終更新       | 回数    |
| ------------------------------------------------------------------ | -------------- | -------------- | ------- |
| Radio ToHeart2                                                     | 2005年10月05日 | 2008年01月10日 | 全116回 |
| ささら、まーりゃんの生徒会会長ラジオ for ToHeart2                  | 2008年02月15日 | 2012年08月10日 | 全231回 |
| 来栖川重工プレゼンツ メイドロボ3姉妹 ラジオはじめました            | 2009年09月07日 | 2010年04月05日 | 全030回 |
| 帰ってきた！ ささら、まーりゃんの生徒会会長ラジオ for ToHeart2     | 2014年05月02日 | 2015年07月10日 | 全032回 |
| また帰ってきた！ ささら、まーりゃんの生徒会会長ラジオ for ToHeart2 | 2018年09月14日 | 2019年06月21日 | 全010回 |

## CD

### ゲーム関連
全て 発売元：フィックスレコード、販売元：キングレコード。
ToHeart2 オリジナル・サウンドトラック（2004年12月22日、KICA-669〜670）
PS2版のサウンドトラック。
Heart To Heart
中山愛梨沙の1stアルバム。OPテーマ『Heart To Heart』を収録。
ToHeart2 CharacterSongs（2005年11月23日、KICA-1380）
PS2版の各ヒロインのテーマ曲に歌詞をつけ、それを各ヒロインを演じる声優が歌った曲を収録したアルバム。
OVAの1巻と2巻のEDテーマはこれより引用している。
AQUAPLUS VOCAL COLLECTION VOL.4
ToHeart2と『雫（リニューアル版）』、『アルルゥとあそぼ!!』、『To Heart Remember my memories』、『こみっくパーティーRevolution』のボーカル曲を集めたアルバム。OPテーマ『Heart To Heart』、挿入歌『星の歌』、EDテーマ『ありがとう』を収録。
Pure -AQUAPLUS LEGEND OF ACOUSTICS-
本作と『To Heart』『WHITE ALBUM』『うたわれるもの』『Tears To Tiara』『鎖 -クサリ-』の歌やBGMの、Elements Gardenのメンバーによるアコースティックアレンジアルバム。

### アニメ関連
Hello
発売元・販売元：フロンティアワークス、販売協力：ジェネオンエンタテインメント
TVアニメOPテーマ『Hello』とEDテーマ『トモシビ』を収録したマキシシングル。
TV Animation ToHeart2 SOUNDTRACK
発売元・販売元：フロンティアワークス、販売協力：ジェネオンエンタテインメント
TVアニメのサウンドトラック。
アマネウタ
発売元：フィックスレコード、販売元：キングレコード
Suaraの1stアルバム。TVアニメEDテーマ『トモシビ』のアコースティックバージョンを収録。
一番星
発売元・販売元：フロンティアワークス、販売協力：ジェネオンエンタテインメント
OVAのOPテーマ『一番星』と3巻のEDテーマ『I am』を収録したマキシシングル。
AQUAPLUS VOCAL COLLECTION VOL.5
発売元：フィックスレコード、販売元：キングレコード
本作のTVアニメと『Tears to Tiara』『鎖 -クサリ-』『こみっくパーティーPORTABLE』『TVアニメ版うたわれるもの』のボーカル曲を収録したアルバム。TVアニメOPテーマ『Hello』とEDテーマ『トモシビ』、そして『トモシビ』のアレンジ版を収録。
※『Radio ToHeart2』関連のCDはRadio ToHeart2#CDを参照。

### ドラマCD
アンソロジードラマCD ToHeart2
発売・販売：フロンティアワークス 販売協力：ジェネオンエンタテインメント
vol.1：FCCM-0099 - 2006年2月24日発売
vol.2：FCCM-0100 - 2006年3月24日発売
ショートエピソード集形式。

## 小説
ToHeart2 ShortStories
著：あすか正太、大濱真対、氷上慧一、蕪木統文、藤上貴矢、冬木彩雪、六塚光、遊樹
発行：スクウェア・エニックス 2005年7月21日初版 ISBN 4-7575-1467-0
短編8話を収録した小説集。
ToHeart2 MultipleChoice 〜貴明隠し子騒動!?〜
著：村田治 挿絵：有子瑶一
発行：ハーヴェスト出版 2009年10月5日初版 ISBN 4434136127
AnotherDaysの後日談的アナザーストーリー。突然貴明の前に現れた、彼を『パパ』と呼ぶ幼女・メイをめぐる騒動を描く。
ToHeart2 TwoPieces 〜愛佳とささら〜
著：村田治 挿絵：有子瑶一、しのづかあつと
発行：ハーヴェスト出版 2009年6月1日初版 ISBN 978-4-434-14366-3
小牧愛佳と久寿川ささらをそれぞれメインにしたストーリー
ToHeart2 TwoPieces 〜このみと環〜
著：村田治 挿絵：若月さな （このみ編）、唯々月たすく（環）
発行：ハーヴェスト出版 2010年07月05日初版 ISBN 978-4-434-14416-5
柚原このみと向坂環をそれぞれメインにしたストーリー
ToHeart2 短編集 1
著：森野一角、七海ユウリ、藤浪智之 挿絵：ミヤスリサ、あらいぐま、佐々木亮
発行：ハーヴェスト出版 2010年12月05日初版 ISBN 978-4-434-14850-7
様々なキャラクターがメインの10編収録の短篇集
ToHeart2 短編集 2
著：森野一角、七海ユウリ、藤浪智之 挿絵：オダワラハコネ、魚、佐々木亮
発行：ハーヴェスト出版 2011年6月1日初版 ISBN 978-4-434-15416-4
様々なキャラクターがメインの10編収録の短篇集第2弾

## デスクトップアクセサリー
ToHeart2 デスクトップアクセサリー
2005年11月25日発売。Windows 98/Me/2000/XP対応。
ToHeart2の各キャラクターをモチーフにした、パソコンで使用する壁紙・スクリーンセーバー・デスクトップマスコット・システムボイスを収録したアクセサリー集。また、タイピングソフトも付属されている。

## 評価
ライターの森瀬繚は環のキャラクター性について、保護者のような包容力がある一方、いじめっ子のようなサディスティックさや子供っぽい気質から主人公を振り回す存在であり、ゼロ年代に登場した「お姉ちゃん」キャラの派生形のアーキタイプの一人だと分析している。

## ソーシャルゲーム

### ToHeartハートフルパーティ
2013年3月27日にアクアプラスと株式会社インデックスにより、Mobageにてフィーチャーフォンおよびスマートフォン向けにサービス開始。2014年4月24日からは開発と運営がバタフライへ移管された。カードゲームのシステムで、学園内外を探索して出会ったヒロインたちとパーティーを組んでカードバトルを行い、学園トップの座「学園マスター」を目指す。2015年3月27日サービス終了。
『ToHeart2』の登場人物をメインにして展開するが、一部前作『ToHeart』のヒロインのカードも描き下ろし絵柄で登場し、『WHITE ALBUM2』とのコラボレーションによって同作のヒロインたちも登場した。さらに「ニューウェーブ」として新キャラクターも多数登場し、一部のキャラクターには新規にキャストが当てられキャラクターボイスが実装されている。

#### 「ニューウェーブ」として登場する新ヒロイン
三星 ひな（みつほし ひな）

花澤 玲亜（はなざわ れあ）
声：金田朋子

黒羽根 未夜（くろはね みや）
声：三宅麻理恵

毬丘 舞花（まりおか まいか）
声：村川梨衣

金城 夕海（きんじょう ゆみ）

山科小姫（やましな こひめ）
声：大空直美

椿 康子（つばき やすこ）
声：藤井ゆきよ
紺野 桜子（こんの さくらこ）

大宮 ちりん（おおみや ちりん）
声：渕上舞

アルティ (XAr-10(E) ARTY)
声：ブリドカットセーラ恵美

暁 みずほ（あかつき みずほ）
声：高森奈津美

月船 萌水（つきふね もえみ）

クリン

綾吹 蘭寿（あやぶき らんじゅ）
声：後藤邑子

#### 書籍
ToHeartハートフルパーティ 公式ガイド ファーストステップ
2013年8月12日発売 / 編：GA文庫編集部 / 発行：ソフトバンククリエイティブ / ISBN 978-4797374889

## 関連商品
かもめカード（2005年8月6日発売）
ゆりかもめより発売されたパスネット
ドルフィードリーム 「ToHeart2 向坂 環」（2006年12月24日発売）
ボークスより発売されたドルフィードリーム
ドルフィードリーム 「ToHeart2 小牧 愛佳」（2006年12月24日発売）
ボークスより発売されたドルフィードリーム
1/3ハイブリッドアクティブフィギュア 「ToHeart2/HMX-17b ミルファ」（2009年6月30日発売）
アゾンインターナショナルより発売された60cm級ドール
1/3ハイブリッドアクティブフィギュア 「ToHeart2/HMX-17c シルファ」（2009年6月30日発売）
アゾンインターナショナルより発売された60cm級ドール
1/3ハイブリッドアクティブフィギュア 「ToHeart2/HMX-17a イルファ」（2009年7月30日発売）
アゾンインターナショナルより発売された60cm級ドール
Lycee
シルバーブリッツのカードゲーム、Lyceeに参戦している。収録エキスパンションは、Leaf2.0など。
パチスロToHeart2（2012年2月リリース）
タイヨーエレックよりリリースされた本作のタイアップパチスロ機。

## GPL違反とソース公開
『XRATED』発売直後、一部ユーザーの指摘により同作がXvidコーデックの伸張ルーチンを含んでいたことが発覚し、GPL違反の疑いがもたれた。その後Leafの調査により『アルルゥとあそぼ!!』・『Tears to Tiara』・『鎖 -クサリ-』の3作も同様にXviDコーデックの伸張ルーチンを使用していることが判明し、後になってCD-R郵送によるソースコード配布を開始した（入手方法は外部リンク「弊社製品のムービー再生にxvid.orgのムービー展開ライブラリを使用していた件について」を参照）。